# Danh sách quân phiệt Trung Quốc trong Thời kỳ quân phiệt

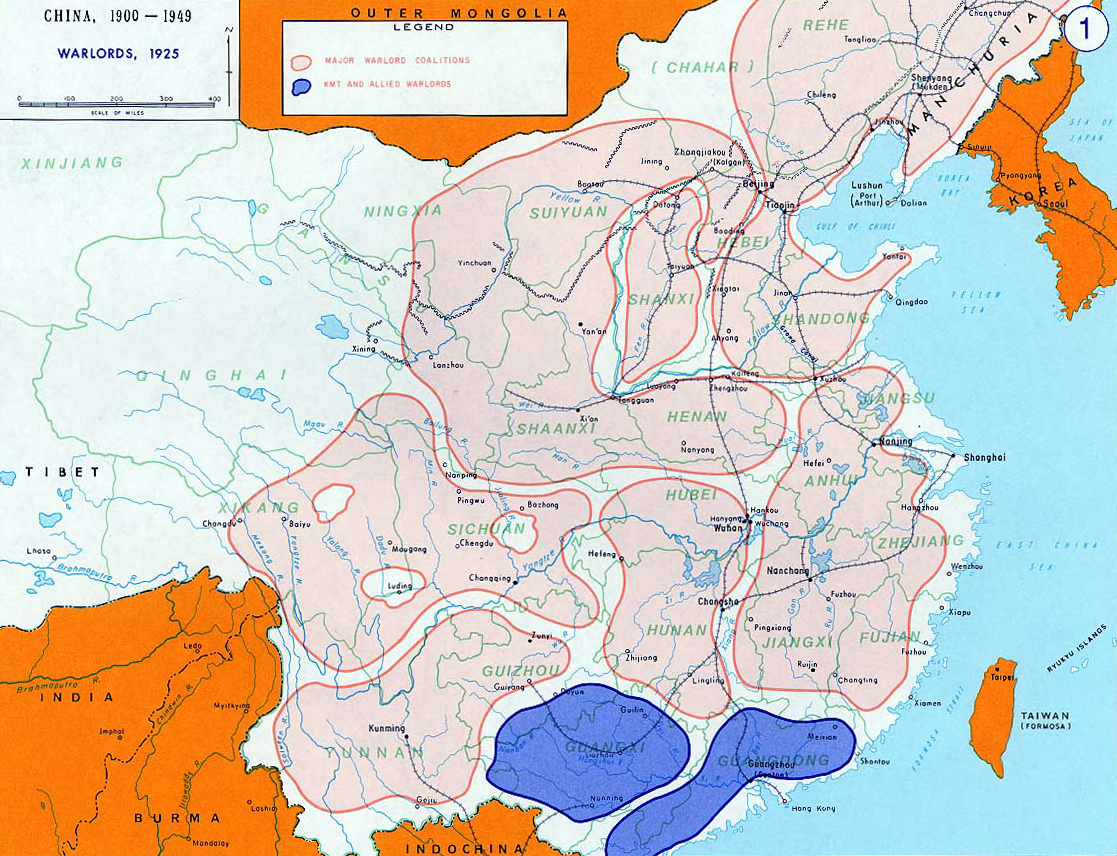
Lãnh thổ các nhóm quân phiệt chính tại Trung Quốc năm 1925

Thời kỳ quân phiệt tại Trung Quốc được xem là bắt đầu từ năm 1916, sau cái chết của Viên Thế Khải, và kết thúc trên danh nghĩa vào năm 1928 với thắng lợi của chiến dịch Bắc phạt và sự kiện Đông Bắc trở cờ, bắt đầu thời kỳ chính phủ Nam Kinh. Tuy nhiên, trên thực tế, sự cát cứ vẫn tồn tại cho đến Nội chiến Trung Quốc kết thúc vào năm 1949.
Danh sách dưới đây thể hiện các quân phiệt chính cùng với phe cánh của mình, phân chia thành các nhóm Nam - Bắc.

## Miền Bắc
Các nhóm quân phiệt miền Bắc đều có nguồn gốc hình thành từ quân Bắc Dương. Hầu hết đều từng là thuộc hạ của Viên Thế Khải. Sau cái chết của Viên, các tướng lĩnh Bắc Dương ly khai và hình thành các nhóm bè cánh riêng theo phạm vi kiểm soát.

### Hoản hệ
Nhóm quân phiệt này được gọi theo tên của tỉnh An Huy (còn gọi là Hoản, Hoàn hay Hoán) do các quân phiệt ảnh hưởng lớn nhất của nhóm này, kể cả Đoàn Kỳ Thụy, đều xuất thân từ An Huy, một tỉnh ở miền nam Trung Quốc. Đây được xem như là một di sản địa phương An Huy của Lý Hồng Chương có ảnh hưởng đến Bắc Dương quân. Nhóm này mất đi ảnh hưởng sau cuộc Chiến tranh Trực - Hoản và dần dần tan rã.
| Tên                | Ảnh | Giai đoạn quân phiệt | Ghi chú                                                |
| ------------------ | --- | -------------------- | ------------------------------------------------------ |
| Đoàn Kỳ Thụy       |     | 1916–1926            | - Thủ tướng: 1913, 1916–18; Lãnh tụ Bắc Dương: 1924-26 |
| Từ Thụ Tranh       |     | 1916–1920            |                                                        |
| Đoàn Chi Quý       |     |                      |                                                        |
| Cận Vân Bằng       |     |                      |                                                        |
| Vương Ấp Đường     |     |                      |                                                        |
| Lư Vĩnh Tường      |     |                      |                                                        |
| Trương Kính Nghiêu |     | 1917–1920            |                                                        |

### Trực hệ
Nhóm này được đặt tên theo địa danh Trực Lệ, một tỉnh cũ bao quanh Bắc Kinh, mà ngày nay chủ yếu thuộc tỉnh Hà Bắc. Trực hệ hình thành từ tập hợp các quân phiệt bất mãn với Hoản hệ, tập hợp xung quanh Phùng Quốc Chương. Nhóm tăng được ảnh hưởng kể từ sau thắng lợi của Chiến tranh Trực - Hoản nhưng làm mất nó sau Chiến tranh Trực - Phụng lần thứ hai và hoàn toàn bị tiêu diệt trong Chiến tranh Bắc phạt.
| Tên               | Ảnh | Giai đoạn quân phiệt | Ghi chú |
| ----------------- | --- | -------------------- | --- |
| Phùng Quốc Chương |     | 1916-1919            | - Phục vụ là Tổng thống 1917-1918 - Chết năm 1919 và kế nhiệm bởi Tào Côn                                                                                                  |
| Tào Côn           |     | 1919-1924            | - Hối lộ theo cách của mình để trở thành tổng thống và phục vụ từ 1923 để năm 1924 - Bắt và bị giam trong suốt cuộc đảo chính của Phùng Ngọc Tường                         |
| Ngô Bội Phu       |     | 1919-1927            | - Chỉ huy quân đội và chiến lược của Trực hệ - Giúp phe Trực hệ chiến thắng trong chiến tranh Trực-Phụng lần 1 nhưng cuối cùng thất bại trong Chiến tranh Trực-Phụng lần 2 |
| Tôn Truyền Phương |     | 1919-1927            | - Kiểm soát hầu hết vùng hạ lưu Trường Giang - Đánh bại trong cuộc Thám hiểm Bắc                                                                                           |

### Phụng hệ
Nhóm được đặt tên theo địa danh Phụng Thiên, một tên cũ của tỉnh Liêu Ninh và là trung tâm chính trị của vùng Mãn Châu. Các quân phiệt Phụng hệ kiểm soát hầu hết vùng lãnh thổ từ Mãn Châu Lý đến Sơn Hải quan và có một mối quan hệ nhập nhằng với Nhật Bản. Nhóm có ảnh hưởng mạnh đến chính phủ Bắc Dương sau thắng lợi trong Chiến tranh Trực - Phụng lần thứ hai nhưng không thể ngăn chặn thắng lợi của Quốc dân đảng trong cuộc Chiến tranh Bắc phạt. Sau Sự biến Thẩm Dương, Trương Học Lương, thủ lĩnh nhóm tuyên bố quy thuận chính phủ Quốc dân đảng.
| Tên               | Ảnh                        | Giai đoạn quân phiệt | Ghi chú |
| ----------------- | -------------------------- | -------------------- | ------- |
| Trương Tác Lâm    |                            | 1916–1928            |         |
| Trương Học Lương  | Tập tin:Zhang Xueliang.jpg | 1928–1937            |         |
| Quách Tùng Linh   |                            | 1920–1925            |         |
| Trương Tông Xương |                            | 1925–1928            |         |
| Trương Hải Bằng   |                            |                      |         |
| Trương Cảnh Huệ   |                            |                      |         |
| Thang Ngọc Lân    |                            |                      |         |
| Vạn Phúc Lân      |                            |                      |         |
| Ngô Tuấn Thăng    |                            |                      |         |
| Dương Vũ Đình     |                            |                      |         |

### Tấn hệ
Nhóm hình thành từ hệ quả phong trào tự trị sau Cách mạng Tân Hợi, tuy nhiên phạm vi thế lực chỉ giới hạn trong tỉnh Sơn Tây. Mặc dù liên kết với các quân phiệt Hoản hệ, Diêm Tích Sơn vẫn giữ thế trung lập cho đến cuộc Chiến tranh Bắc phạt. Hầu hết vùng ảnh hưởng thế lực của Tấn hệ bị mất trong Chiến tranh Trung-Nhật
| Tên           | Ảnh | Giai đoạn quân phiệt | Ghi chú |
| ------------- | --- | -------------------- | --- |
| Diêm Tích Sơn |     | 1911-1949            | - Quân sự cai trị của Sơn Tây - Gia nhập quốc dân đảng nhưng sau đó nổi dậy chống lại Tưởng Giới Thạch ở Trung Nguyên đại chiến - Đánh bại bởi những người Cộng sản trong năm 1949, rút lui đến Đài Loan |

### Quốc dân quân
Các quân phiệt xuất thân từ lực lượng Quốc dân quân do Phùng Ngọc Tường làm thủ lĩnh. Sau gia nhập Quốc dân Đảng, suy yếu và tan rã sau Trung Nguyên đại chiến.
| Tên               | Ảnh | Giai đoạn quân phiệt | Ghi chú                 |
| ----------------- | --- | -------------------- | ----------------------- |
| Phùng Ngọc Tường  |     | 1924-1934            | Lãnh đạo của tây Bắc    |
| Tôn Nhạc          |     | 1924-1928            |                         |
| Hồ Cảnh Dực       |     | 1924-1925            | Sự thống trị của Hà Nam |
| Tống Triết Nguyên |     | 1927-1930            |                         |

### Mã gia quân
Tất cả quân phiệt Mã gia quân đều có gốc Hồi giáo (Omar), về sau đều quy thuận Quốc dân đảng.
| Tên           | Ảnh | Giai đoạn quân phiệt | Ghi chú |
| ------------- | --- | -------------------- | ------- |
| Mã An Lương   |     | 1912–1920            |         |
| Mã Kỳ         |     | 1915–1931            |         |
| Mã Lân        |     | 1931–1938            |         |
| Mã Phúc Tường |     | 1912–1928            |         |
| Mã Bộ Phương  |     | 1938–1945            |         |
| Mã Hồng Tân   |     | 1921–1928            |         |
| Mã Hồng Quỳ   |     | 1923–1949            |         |
| Mã Trọng Anh  |     | 1929–1934            |         |
| Mã Hổ Sơn     |     | 1934–1950            |         |

### Tân Cương phái
| Tên            | Ảnh | Giai đoạn quân phiệt | Ghi chú                                                |
| -------------- | --- | -------------------- | ------------------------------------------------------ |
| Dương Tăng Tân |     | 1912-1928            | Cai trị của các Tân Cương tỉnh.                        |
| Mã Phúc Hưng   |     | 1912-1924            | Titai của Kashgar, chỉ Huy Quân sự của miền Nam Cương  |
| Mã Thiệu Vũ    |     | 1924-1937            | Tao-âm của Kashgar, chỉ Huy Quân sự của miền Nam Cương |
| Kim Thụ Nhân   |     | 1928-1934            | Cai trị của các Tân Cương tỉnh.                        |

## Miền Nam
Các quân phiệt miền Nam đều là các chỉ huy Tân quân tham gia cách mạng Cách mạng Tân Hợi.

### Điền hệ
Nhóm được đặt tên theo tỉnh Vân Nam, còn có tên là Điền. Chính quyền quân sự tỉnh Vân Nam được thành lập ngày 30 tháng 10 năm 1911, với Thái Ngạc làm Đốc quân, từ đó hình thành Điền hệ.
| Tên             | Ảnh | Giai đoạn quân phiệt | Ghi chú                       |
| --------------- | --- | -------------------- | ----------------------------- |
| Thái Ngạc       |     | 1911-1916            | Lãnh đạo của Vân Nam Quân đội |
| Đường Kế Nghiêu |     | 1913-1927            | Sự thống trị của Vân Nam      |
| Hồ Nhược Ngu    |     | Năm 1927             | Thống đốc của Vân Nam         |
| Long Vân        |     | 1927-1945            | Thống đốc của Vân Nam         |

### Cựu Quế hệ
Nhóm được đặt tên theo tỉnh Quảng Tây, còn gọi là Quế. Quảng Tây tuyên bố độc lập với nhà Thanh ngày 6 tháng 11 năm 1911. Ban đầu, nhà cách mạng hỗ trợ các Thống đốc nhà Thanh tiếp tục cai trị, tuy nhiên về sau Lục Vinh Đình giành được ảnh hưởng và giữ vị trí Đốc quân của tỉnh.
| Tên           | Ảnh | Giai đoạn quân phiệt | Ghi chú                                 |
| ------------- | --- | -------------------- | --------------------------------------- |
| Lục Vinh Đình |     | 1912-1922            |                                         |
| Trần Bính Hỗn |     | 1916-1921            |                                         |
| Thẩm Hồng Anh |     | 1923-1925            | Sự thống trị của Quảng Đông (1923-1924) |

### Tân Quế hệ
Vào năm 1924, các quân phiệt Cựu Quế hệ mất đi ảnh hưởng và được các quân phiệt trẻ thay thế, hình thành Tân Quế hệ.
| Tên               | Ảnh | Giai đoạn quân phiệt | Ghi chú |
| ----------------- | --- | -------------------- | ------- |
| Bạch Sùng Hy      |     | 1923-1949            |         |
| Hoàng Thiệu Hoành |     | 1923-1949            |         |
| Lý Tông Nhân      |     | 1923-1949            |         |

### Việt hệ
Nhóm đặt theo tên tỉnh Quảng Đông, còn gọi là Việt. Quảng Đông tuyên bố độc lập vào ngày 8 tháng 11. Quân đội Quảng Đông trong những năm 1920 chủ yếu do Trần Quýnh Minh chỉ huy. Trong những năm 1930, Trần Tế Đường là chủ tịch của chính phủ.
| Tên             | Ảnh | Giai đoạn quân phiệt | Ghi chú |
| --------------- | --- | -------------------- | ------- |
| Trần Quýnh Minh |     | 1911-1924            |         |
| Trần Tế Đường   |     | 1929-1936            |         |

### Quốc dân đảng
| Tên              | Ảnh | Giai đoạn quân phiệt | Ghi chú                                                                                                 |
| ---------------- | --- | -------------------- | --- |
| Tôn Trung Sơn    |     | 1912–1925            | |
| Tưởng Giới Thạch |     | 1926-1975            | Lãnh đạo quân sự của quốc dân đảng và sau đó, Tổng thống                                                |
| Hà Ứng Khâm      |     | 1926–1950            | |
| Hồ Hán Dân       |     | 1925–1936            | |
| Liêu Trọng Khải  |     | 1923–1925            | |
| Uông Tinh Vệ     |     | 1925–1944            | |
| Hàn Phúc Củ      |     | 1930-1938            | Chủ tịch của các Tỉnh Sơn đông; Đã bị bắt và bắn sau khi từ bỏ tỉnh khi Chiến tranh Trung-Nhật bắt đầu. |

### Xuyên quân
Nhóm được gọi theo tên tỉnh Tứ Xuyên, còn gọi là Xuyên. Tuy gọi chung là một nhóm, nhưng từ 1927 đến 1938, Tứ Xuyên là phạm vi thế lực của 5 quân phiệt khác nhau và không quân phiệt nào đủ mạnh để tiêu diệt các quân phiệt còn lại. 
| Tên              | Ảnh | Giai đoạn quân phiệt | Ghi chú |
| ---------------- | --- | -------------------- | ------- |
| Lưu Văn Huy      |     |                      |         |
| Lưu Tương        |     | 1921-1938            |         |
| Dương Sâm        |     |                      |         |
| Điền Tụng Nghiêu |     |                      |         |
| Đặng Tích Hầu    |     |                      |         |